# 杨力 (解放军开国少将)
杨力（1918年—1999年9月20日），江西瑞金县象湖镇绵水村人，中国人民解放军开国少将。第六届全国人民代表大会代表。

## 生平
1931年参加瑞金县红军游击独立大队，1932年加入共青团，1933年转党。土地革命战争时期历任红一军团第一师一团排长、红一方面军总部特务团连长、长征时任红一师师部特务员（耿飙的警卫员）。
抗日战争时期，历任晋察冀游击二大队参谋长、大队长，晋察冀四分区特务营营长，第九地区队参谋长，晋察冀第36团参谋长等职。
抗战胜利后，晋察冀军区参谋长耿飙见到杨力，问：“日本投降了，有什么打算？”杨力说：“我已经学会了使用大炮。今后，我计划学会开飞机、开军舰！”耿飙说：“你倒是陆海空全想搞一番啊！”解放战争时期，历任冀中（黄寿发）纵队第一旅副参谋长、冀热辽军区独立第13旅参谋长、教导大队大队长、冀热察军区热西军分区副司令员、冀察热辽独立第7师副师长兼参谋长、第四野战军第四十六军第159师副师长，第159师副师长兼长沙军分区副司令员等职，参加了多伦战斗、承德保卫战、古北口平古线战斗、平津战役等。1949年4月11日，第159师编入中国人民解放军第四十六军，从河北省霸县南下，经过一个多月的连续行军，于6月1日到达湖北孝感县肖家巷一带。1949年7月8日，第159师主力随第四十六军从孝感肖家巷出发，于7月中旬渡过长江，由武昌沿武长公路向平江进军。第159师第475团（原热西军分区独立团）在副师长兼参谋长杨力率领下，从汉阳沿江开进，于7月17日从嘉鱼渡过长江，作为军、师的左侧翼警戒，由蒲圻经临湘向岳阳进军，7月18日解放临湘，7月19日进至云溪，从岳阳地下党派来的接应了解到岳阳市区党政军人员已在地下党策动下起义，遂于7月20日上午从冷水铺车站出发，沿铁路进入岳阳城。8月2日率领475团解放湘阴城。
中华人民共和国成立后，历任海军司令部训练处长、海军第一航空学校副校长、校长、海军北海舰队航空兵部司令员、海军北海舰队副司令员。1982年，接替饶守坤，担任北海舰队司令员。1983年，由苏军接任司令员，出任舰队顾问。
1961年，晋升中国人民解放军少将军衔。 
1999年在青岛逝世。